# Evangelische Stadtkirche (Weinheim)

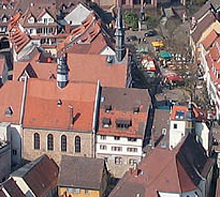
Evangelische Stadtkirche, dahinter das alte Rathaus, rechts der Marktplatz (Ansicht von der Burg Windeck)

Die Evangelische Stadtkirche in Weinheim im Rhein-Neckar-Kreis im Nordwesten Baden-Württembergs wurde zwischen 1731 und 1736 erbaut.

## Geschichte
Nachdem die Katholiken in Weinheim 1693 die alte Klosterkirche der Karmeliten übernommen hatten, besaßen die Reformierten in der ummauerten Neustadt (der heutigen Altstadt) kein Gotteshaus mehr, obwohl sie die deutliche Mehrheit der Bevölkerung Weinheims stellten. Ihre Proteste blieben erfolglos, da seit dem Amtsantritt von Kurfürst Philipp Wilhelm 1685 wieder ein katholischer Zweig der Wittelsbacher die Kurpfalz regierte. Ihre Gottesdienste fanden zunächst in einem Saal des Rabenhauptschen Hofes in der Münzgasse statt, bis Freifrau Marie Dorothea von Gemmingen 1704 der Gemeinde eine Scheune in der Judengasse vermachte, die zu einer provisorischen Kirche ausgebaut wurde.
1726 erwarb die Gemeinde ein Grundstück in der Nähe des Marktplatzes. 1731 wurde der Grundstein gelegt und fünf Jahre später, am 4. November 1736, fand der erste Gottesdienst in der neuen Kirche statt. Der Bau wurde unter der Aufsicht von Johann Jakob Rischer errichtet. 1932 gab sich die Gemeinde, die zum Kirchenbezirk Neckar-Bergstraße der Evangelischen Landeskirche in Baden gehört, den Namen Evangelische Johannisgemeinde. Die Kirche wurde 1974 innen, 1986 außen und 1994 erneut innen renoviert.

## Beschreibung

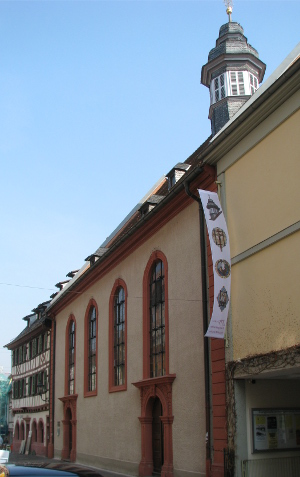
Frontansicht

Die Stadtkirche steht im Zentrum der Altstadt in der Nähe des Marktplatzes an der Hauptstraße. Sie fügt sich traufständig in die umgebenden Häuser ein. Auf dem Satteldach sitzt ein achtseitiger Dachreiter mit welscher Haube. An der Straßenfront und an der Rückseite befinden sich je vier große Rundbogenfenster. Unter den beiden äußeren Fenstern sind an der Hauptstraße zwei Rundbogenportale angeordnet. Die Schlusssteine der Fenster und der Portale sind mit Engelsköpfen verziert. Der Haupteingang zu der Kirche befindet sich seit 1974 an der südlichen Längsseite.

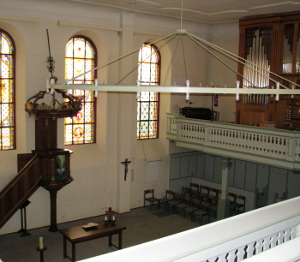
Innenraum

Den rechteckigen Innenraum umschließt von drei Seiten eine Empore, die Mitte des 18. Jahrhunderts eingebaut wurde. Genauso alt ist die hölzerne Kanzel. Der einfache Holzaltar wurde 1994 aufgestellt. Das Kruzifix stammt aus der zweiten Hälfte des 18. Jahrhunderts. Die vier Farbfenster an der Ostseite wurden 1884 gestaltet. Die beiden Inneren zeigen die Reformatoren Martin Luther und Philipp Melanchthon.

## Orgel
Die Orgel entstand 1995 in der Werkstatt von Matz & Luge. Das Instrument hat 20 Register auf zwei Manualen und Pedal. Einige Register des Hauptwerkes sind als Wechselschleifenregister im Pedal anspielbar.
Disposition
| I Hauptwerk C–g3 |              |       |
| 1.               | Prinzipal    | 8′    |
| 2.               | Rohrflaut    | 8′    |
| 3.               | Octava       | 4′    |
| 4.               | Spitzflaut   | 4′    |
| 5.               | Quinta       | 3′    |
| 6.               | Super Octava | 2′    |
| 7.               | Mixtur IV    | 1 ⁄3′ |
| 8.               | Cornett V    | 8′    |
| 9.               | Trompet      | 8′    |

| II Positiv C–g3 |              |       |
| 10.             | Gedackt      | 8′    |
| 11.             | Praestant    | 4′    |
| 12.             | Rohrflaut    | 4′    |
| 13.             | Nasat        | 3′    |
| 14.             | Octava       | 2′    |
| 15.             | Tertia       | 1 ⁄2′ |
| 16.             | Flaschflöt   | 1′    |
| 17.             | Cimbeln III  | 2⁄3′  |
| 18.             | Vox humana   | 8′    |
|                 | Glockenspiel |       |

| Pedal C–f1 |                        |     |
| 19.        | Subbass                | 16′ |
| 20.        | Prinzipalbass (Nr. 1)  | 8′  |
| 21.        | Flötbass (Nr. 2)       | 8′  |
| 22.        | Octavbass (Nr. 3)      | 4′  |
| 23.        | Posaunenbass           | 16′ |
| 24.        | Trompettenbass (Nr. 9) | 8′  |

- Koppeln: II/I (Schiebekoppel), I/P, II/P